# 多雷納
多雷納（法語：Dorénaz）是瑞士的城鎮，位於該國南部，由瓦萊州負責管轄，面積12.57平方公里，海拔高度451米，2011年人口766，八成人口信奉羅馬天主教，人口密度每平方公里61人。

## 外部連結
- Official website（页面存档备份，存于） （法文）